# Джаккино, Майкл
Майкл Джакки́но (англ. Michael Giacchino; род. 10 октября 1967, Риверсайд, Нью-Джерси, США) — американский композитор, лауреат премии «Оскар», создатель музыки ко многим популярным фильмам, телесериалам и видеоиграм. Его сочинения примечательны использованием духовых инструментов. Майкл вырос в тауншипе Эджуотер-Парк, штат Нью-Джерси и окончил старшую школу «Холи Кросс» (англ. Holy Cross High School) в городе Делран, штат Нью-Джерси.
С 2018 года также является кинорежиссёром, в 2022 году снял телевизионный спецвыпуск «Ночной оборотень», входящий в медиафраншизу «Кинематографическая вселенная Marvel» (КВМ).

## Биография

### Ранние годы
Джаккино родился в городке Риверсайд, штат Нью-Джерси. Предки его отца были итальянцами, они были выходцами из Сицилии, предки его матери эмигрировали из Абруццо в центре Италии. Его брат Энтони Джаккино — режиссер-документалист, он имеет двойное американское и итальянское гражданство. Джаккино вырос в Эджуотер-Парк-Тауншип, штат Нью-Джерси. Он окончил среднюю школу Святого Креста в городе Делран, штат Нью-Джерси, в 1986 году. Джаккино начал сочетать изображения и музыку в возрасте 10 лет, когда он начал создавать покадровую анимацию с самодельными саундтреками в своём подвале. В старшей школе учитель рисования, который был наставником Джаккино, порекомендовал его родителям поступить в Школу визуальных искусств в Нью-Йорке. Джаккино поступил в SVA по специальности кинопроизводство и минорство по истории. В последний год его учёбы в SVA его инструктор по рекламе в кино объявил, что в Universal Pictures доступна неоплачиваемая стажировка. Джаккино получил шестимесячную должность, которую он заполнял по ночам, посещая школу днём и работая в Macy’s, чтобы платить за квартиру. Он окончил SVA в 1990 году со степенью бакалавра изящных искусств, после чего пошёл на уроки музыки в Джульярдской школе.

### Карьера

#### Музыка к видеоиграм
Первой серьёзной работой Майкла стала музыка для игры «The Lost World: Jurassic Park», созданной по сюжету одноимённого фильма 1997 года компании DreamWorks. Эта игра стала первой игрой для PlayStation с музыкой, записанной вживую симфоническим оркестром. После этой работы Джаккино продолжил сотрудничество с DreamWorks, написав ко многим популярным видеоиграм музыку для целого оркестра. Джаккино получил награды за музыку к серии компьютерных игр Medal of Honor: Underground, Allied Assault, Frontline, а также к другим играм на тему Второй мировой войны: Call of Duty, Call of Duty: Finest Hour.
Последние несколько лет Майкл не работал над саундтреками к играм, но сейчас он планирует начать работу над музыкой к новой игре о Второй мировой войне: Turning Point: Fall of Liberty. Кроме того, компания Electronic Arts сообщила о том, что Джаккино вернулся к работе над серией Medal of Honor и написал музыку к игре Medal of Honor: Airborne.

#### Музыка для фильмов и телесериалов
Работа над различными видеоиграми привела Майкла к его первой работе на телевидении. В 2001 году продюсер телесериала Alias Дж. Дж. Абрамс заметил Джаккино благодаря его работам над видеоиграми и попросил его написать саундтрек к новому шоу. Музыка к сериалу представляет собой смесь симфонической и электронной музыки, что сильно отличается по звучанию от его предыдущих работ.
В 2004 году Майкл получил работу в большом полнометражном фильме студии Pixar Суперсемейка. Режиссёр Брэд Бёрд пригласил Джаккино работать над картиной после того, как услышал его музыку в проекте Alias. Весёлый оркестровый джаз был очень непохож не только на предыдущие работы Майкла, но и на музыку в предыдущих картинах Pixar, которую раньше студия доверяла создавать Рэнди и Томасу Ньюманам. Для работы над Суперсемейкой Брэд Бёрд первоначально пригласил сэра Джона Барри, который отлично известен музыкой к ранним фильмам о Джеймсе Бонде, но Барри, по сообщениям, не был склонен писать музыку для анимационного фильма. В 2005 году Майкл Джаккино за работу над Суперсемейкой был номинирован на две награды Грэмми: Лучший саундтрек и Лучшая инструментальная композиция. Он также написал музыку к известным телесериалам Fringe (Грань) и LOST (Остаться в живых), и этим прославился.
Осенью 2019 года стало известно, что Джаккино выступит композитом анимационного фильма «Пончары. Глобальное закругление». Комедия выйдет в российский прокат в феврале 2021 года. Также, грядущим проектом, созданным при участии Джаккино, является «Бэтмен».

## Фильмография

### Фильмы
| Название                               | Год  | Кинокомпания             |
| -------------------------------------- | ---- | ------------------------ |
| Legal Deceit                           | 1997 |                          |
| Мой братец Бейб                        | 1999 |                          |
| The Trouble With Lou                   | 2001 |                          |
| Sin                                    | 2003 |                          |
| Суперсемейка                           | 2004 | Pixar                    |
| Высший пилотаж                         | 2005 | Walt Disney Pictures     |
| The Muppets' Wizard of Oz              | 2005 | Television movie         |
| Привет семье!                          | 2005 | 20th Century Studios     |
| Looking for Comedy in the Muslim World | 2006 |                          |
| Миссия невыполнима 3                   | 2006 | Bad Robot Productions    |
| Рататуй                                | 2007 | Pixar                    |
| Монстро                                | 2008 | Bad Robot Productions    |
| Спиди-гонщик                           | 2008 | Warner Bros.             |
| Звёздный путь                          | 2009 | Bad Robot Productions    |
| Вверх                                  | 2009 | Pixar                    |
| Джордж и Эй Джей                       | 2009 | Pixar                    |
| Затерянный мир                         | 2009 | Universal Pictures       |
| Earth Days                             | 2009 |                          |
| Впусти меня. Сага                      | 2010 | Overture Films           |
| У меня рак                             | 2011 | Summit Entertainment     |
| Тачки 2                                | 2011 | Pixar                    |
| Супер 8                                | 2011 | Bad Robot Productions    |
| Монте-Карло                            | 2011 | 20th Century Studios     |
| Миссия невыполнима: Протокол Фантом    | 2011 | Bad Robot Productions    |
| Джон Картер                            | 2012 | Walt Disney Pictures     |
| Стартрек: Возмездие                    | 2013 | Paramount Pictures       |
| Планета обезьян: Революция             | 2014 | 20th Century Studios     |
| Восхождение Юпитер                     | 2015 | Warner Bros.             |
| Земля будущего                         | 2015 | Walt Disney Pictures     |
| Мир юрского периода                    | 2015 | Universal Pictures       |
| Головоломка                            | 2015 | Pixar                    |
| Зверополис                             | 2016 | Walt Disney Pictures     |
| Стартрек: Бесконечность                | 2016 | Paramount Pictures       |
| Доктор Стрэндж                         | 2016 | Marvel Studios           |
| Изгой-один. Звёздные войны: Истории    | 2016 | Lucasfilm                |
| Планета обезьян: Война                 | 2017 | 20th Century Studios     |
| Человек-паук: Возвращение домой        | 2017 | Marvel Studios           |
| Тайна Коко                             | 2017 | Pixar                    |
| Суперсемейка 2                         | 2018 | Pixar                    |
| Мир юрского периода 2                  | 2018 | Universal Pictures       |
| Человек-паук: Вдали от дома            | 2019 | Marvel Studios           |
| Кролик Джоджо                          | 2019 | Fox Searchlight Pictures |
| Пончары. Глобальное закругление        | 2021 | TriStar Pictures         |
| Человек-паук: Нет пути домой           | 2021 | Marvel Studios           |
| Бэтмен                                 | 2022 | DC Films                 |
| Мир юрского периода: Господство        | 2022 | Universal Pictures       |
| Тор: Любовь и гром                     | 2022 | Marvel Studios           |

### Видеоигры
| Название                                              | Год  | Разработчик                 |
| ----------------------------------------------------- | ---- | --------------------------- |
| Mickey Mania: The Timeless Adventures of Mickey Mouse | 1994 | Traveller’s Tales           |
| Gargoyles                                             | 1995 | Disney Interactive          |
| Donald Duck in Maui Mallard                           | 1995 | Disney Interactive          |
| The Lost World: Jurassic Park                         | 1997 | Danger Close Games          |
| Chaos Island                                          | 1997 | Danger Close Games          |
| Small Soldiers                                        | 1998 | Danger Close Games          |
| T'ai Fu: Wrath of the Tiger                           | 1999 | Danger Close Games          |
| Warpath: Jurassic Park                                | 1999 | Black Ops Entertainment     |
| Medal of Honor                                        | 1999 | 2015, Inc.                  |
| Muppet Monster Adventure                              | 2000 | Magenta Software            |
| Medal of Honor: Underground                           | 2000 | Rebellion (разработчик)     |
| Medal of Honor: Allied Assault                        | 2002 | 2015, Inc.                  |
| Medal of Honor: Frontline                             | 2002 | EA DICE                     |
| Call of Duty                                          | 2003 | Infinity Ward               |
| Secret Weapons Over Normandy                          | 2003 | Totally Games               |
| Call of Duty: United Offensive                        | 2004 | Gray Matter Interactive     |
| Call of Duty: Finest Hour                             | 2004 | Spark Unlimited             |
| Alias                                                 | 2004 | Acclaim Entertainment       |
| The Incredibles                                       | 2004 | Heavy Iron Studios          |
| Mercenaries: Playground of Destruction                | 2005 | Pandemic Studios            |
| The Incredibles: Rise of the Underminer               | 2005 | Heavy Iron Studios          |
| Black                                                 | 2006 | Criterion Games             |
| Medal of Honor: Vanguard                              | 2007 | Danger Close Games          |
| Medal of Honor: Airborne                              | 2007 | Danger Close Games          |
| Medal of Honor: Heroes 2                              | 2007 | EA Vancouver                |
| Lost: Via Domus                                       | 2008 | Ubisoft Montreal            |
| Turning Point: Fall of Liberty                        | 2008 | Spark Unlimited             |
| Fracture                                              | 2008 | Wargaming Chicago-Baltimore |
| Вверх                                                 | 2009 | Asobo Studio                |
| Sniper Elite 4                                        | 2017 | Rebellion (разработчик)     |
| Lego The Incredibles                                  | 2018 | Traveller’s Tales           |
| Medal of Honor: Above and Beyond                      | 2020 | Respawn Entertainment       |

### Телесериалы
| Title            | Year      | Издатель              |
| ---------------- | --------- | --------------------- |
| Шпионка          | 2001-2006 | Bad Robot Productions |
| Остаться в живых | 2004-2010 | Bad Robot Productions |
| Six Degrees      | 2006-2007 | Bad Robot Productions |
| Грань            | 2008-2013 | Bad Robot Productions |
| Под прикрытием   | 2010      | Bad Robot Productions |
| Алькатрас        | 2012      | Bad Robot Productions |

## Режиссёр
| Год  | Название                       | Примечание               |
| ---- | ------------------------------ | ------------------------ |
| 2018 | Вызов монстра                  | Короткометражный         |
| 2019 | Звёздный путь: Короткометражки | Эпизод 8 «Ефрем и Дот»   |
| 2022 | Ночной оборотень               | Телевизионный спецвыпуск |

## Награды, номинации

### Награды
- 2001 Interactive Achievement Awards (Original Music Composition) — Medal of Honor: Underground
- 2003 Game Developers Choice Awards (Excellence in Audio) — Medal of Honor: Allied Assault
- 2003 Interactive Achievement Awards (Original Music Composition) — Medal of Honor: Frontline
- 2004 IFMCA Awards (Score of the Year) — Суперсемейка
- 2004 IFMCA Award (Composer of the Year)
- 2004 Game Developers Choice Awards (Excellence in Audio) — Call of Duty
- 2005 Эмми (Music Composition for a Series (Dramatic Underscore)) — Остаться в живых
- 2007 Film & TV Music Award (Best Score for a Short Film) — Похищение
- 2008 Грэмми (Best Score Soundtrack Album for a Motion Picture, Television or Other Visual Media) — Рататуй
- 2010 — «Оскар» за лучшую музыку к фильму — «Вверх»
- 2012 — «Сатурн» за лучшую музыку к фильму «Супер 8»

### Номинации
- Грэмми 2005 (Best Score Soundtrack Album for a Motion Picture, Television or Other Visual Media) Суперсемейка
- Грэмми 2005 (Best Instrumental Composition)
- «Оскар» 2008 — (Best Original Score) — Рататуй
- «Сатурн» 2012 — (лучшая музыка) — «Миссия невыполнима: Протокол Фантом»